# Vapors (pel·lícula)
Vapors (títol original: Steaming) és una pel·lícula britànica dirigida per Joseph Losey el 1984 i estrenada l'any 1985.
Ha estat doblada al català

## Argument
Les converses intimes i els problemes diaris d'un grup de dones que freqüenten regularment un bany turc en un barri popular de Londres.

## Repartiment
- Vanessa Redgrave : Nancy
- Sarah Miles : Sarah
- Diana Dormo : Violeta
- Brenda Bruce : Mrs. Meadows
- Felicity Dean : Dawn
- Sally Sagoe : Celia

## Comentari
- L'acció de Vapors, última obra de Joseph Losey, té lloc totalment a l'interior de banys turcs.

| « | Aquest univers clos entre dones - en el qual el sexe masculí no té dret a entrar - recorda Set dones), darrer film de John Ford, estrenat el 1966, on un grup de dones es troba en una missió fronterera aïllada del món. | » |

 (Penny Starfield, Losey i les dones en "Steaming", a  L'univers de Joseph Losey, Corlet-Télérama).
- Tanmateix, si John Ford tracta també de l'univers femení, el drama de la seva pel·lícula se situa en el conflicte entre dones i  assaltants indígenes. Steaming més aviat està a prop de Dones (1939) de George Cukor on, en l'ambient d'un institut de bellesa,  The Women en tràmits de divorci conversen de la seva vida de parella i sobretot dels seus homes.

| « | Tanmateix, les seves cures només són superficials, per restaurar la bellesa exterior. Al contrari, els banys de vapor penetren fins a l'interior de les dones d' Steaming, permetent una depuració fisica i psicològica. | » |

 (Penny Starfield, op.cit)
- El medi tancat dels banys pot, de nou, suscitar la impressió de trobar en Steaming el tancament característic d'una part de l'obra de Joseph Losey. Però la pel·lícula descriu sobretot una sortida positiva d'un context asfixiant, el de la vida diària en una gran ciutat. Els banys són aquí una escapada cap a un refugi de pau i de meditació.
- Steaming és doncs el contrari d'una pel·lícula testamental o d'un cant del cigne.

| « | Se sent una ebullició. (...) L'obra de Losey és sempre "en progrés" (work in progress , segons la fórmula anglesa), reflex d'una lluita continua, insistent, verdadera "revenja de la vida" (...) | » |

 (P. Starfield). 
| « | Un gran pel·lícula a la vegada sensual i púdica. | » |

 (a: Diccionari mundial de les pel·lícules, sota la direcció de Bernard Rapp i Jean-Claude Lamy, Editorial Larousse).